# Paula Barañano
Paula Barañano (* 11. September 1999) ist eine ehemalige argentinische Tennisspielerin.

## Karriere
Barañano spielte vor allem auf der ITF Women’s World Tennis Tour, wo sie zwei Titel im Doppel gewinnen konnte.

### College Tennis
Sie spielte 2019 bis 2023 für die Damentennismannschaft der Lady Bears der Baylor University.

## Turniersiege

### Doppel
| Nr. | Datum         | Turnier  | Kategorie   | Belag     | Partnerin      | Finalgegnerinnen                               | Ergebnis  |
| --- | ------------- | -------- | ----------- | --------- | -------------- | ---------------------------------------------- | --------- |
| 1.  | 23. Juni 2018 | Hammamet | ITF $15.000 | Sand      | Fernanda Brito | Irene Burillo Escorihuela Claudia Hoste Ferrer | 7:65, 6:4 |
| 2.  | 1. Juni 2019  | Cancun   | ITF W15     | Hartplatz | Melany Krywoj  | Daria Kuczer Emilie Lindh Gallagher            | 6:2, 6:4  |

## Persönliches
Nach ihrem Abschluss an der Baylor University in Betriebswirtschaftslehre arbeitet sie seit Juni 2023 bei Deloitte als Steuerberaterin.